# 保罗·森德兰
保罗·森德兰（英語：Paul Sunderland，1952年3月29日—），美国男子排球运动员。他曾代表美国国家队参加1984年夏季奥林匹克运动会排球比赛，获得一枚金牌。他在退役后成为体育播报员。